# Palacio Nacional de El Salvador

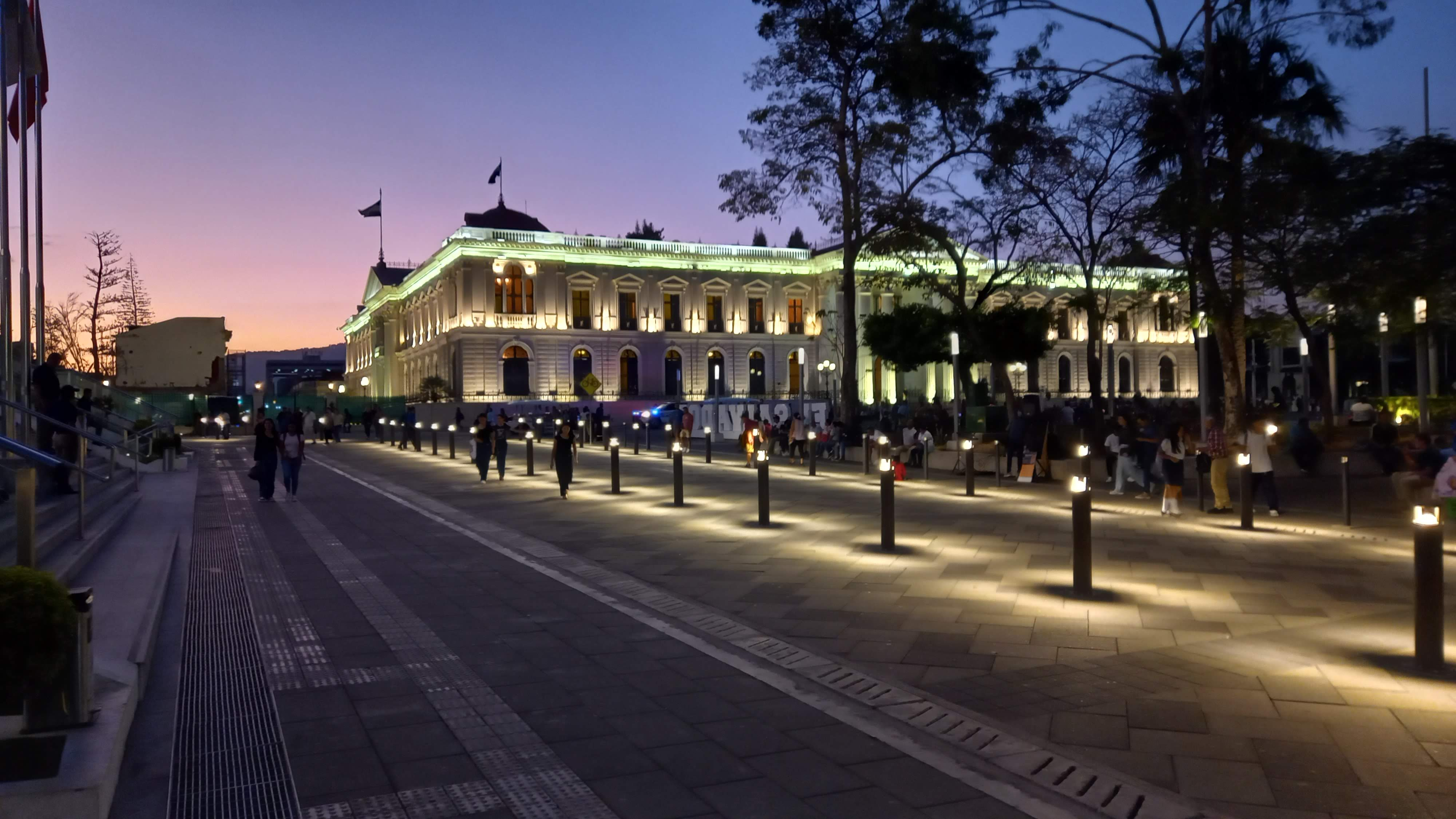
Palacio Nacional de El Salvador

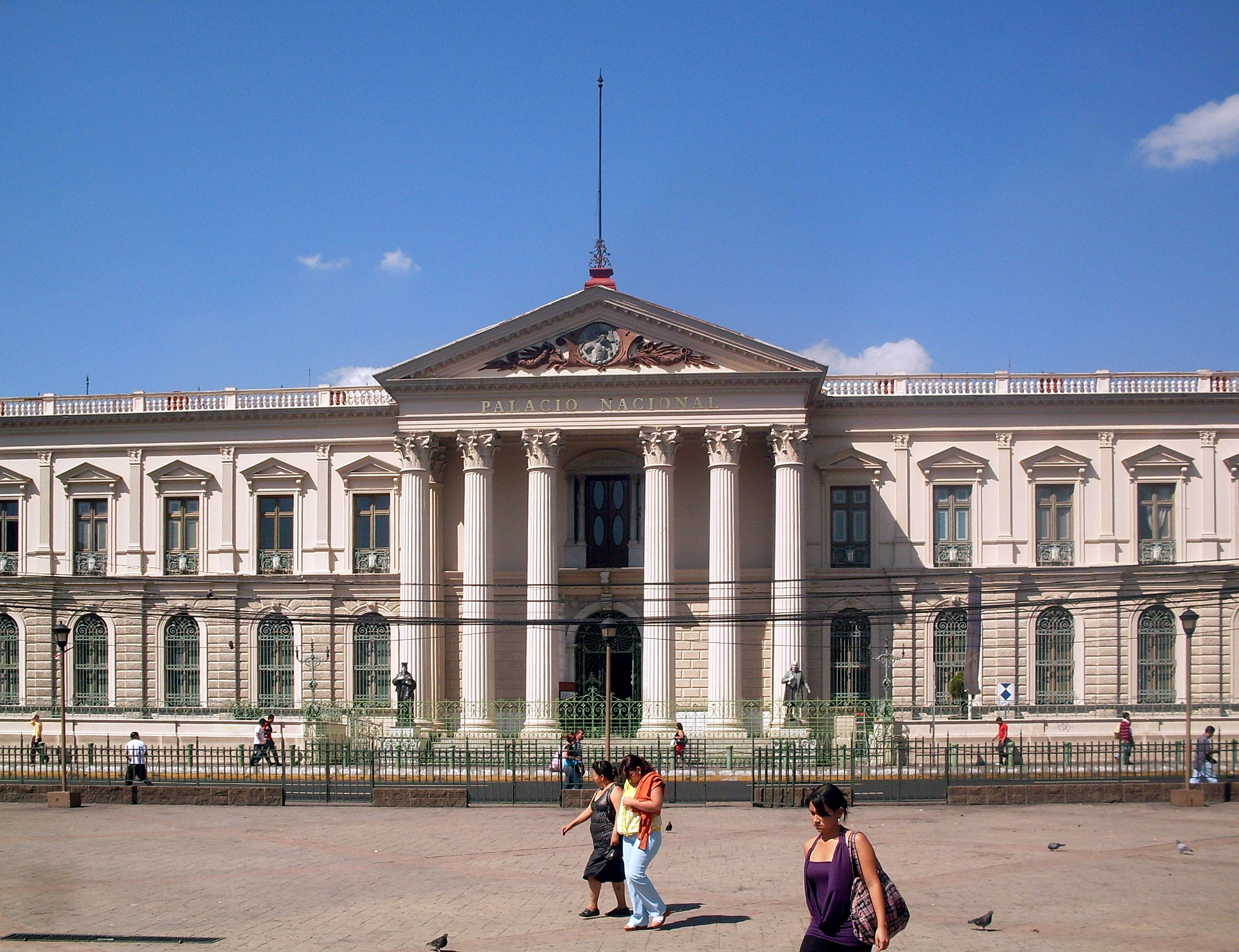

Der Palacio Nacional de El Salvador befindet sich im historischen Zentrum der Hauptstadt von El Salvador am Plaza Gerardo Barrios in San Salvador.

## Geschichte
Der ursprüngliche Nationalpalast im Stil des Klassizismus wurde in den Jahren 1866 bis 1870 errichtet. Am 19. Dezember 1889 wurde das Gebäude in der Nacht durch einen Großbrand zerstört.  Der Wiederaufbau begann 1905 unter der Leitung von Ingenieur José Emilio Alcaine und Baumeister Paschasius González Erazo.
Um die Renovierungskosten zu decken, wurde durch ein Gesetzesdekret des damaligen Präsidenten Pedro José Escalón festgelegt, dass für jeden Doppelzentner Kaffee der exportiert wurde eine Sonderabgabe zu entrichten sei. Die verwendeten Materialien wurden aus verschiedenen europäischen Ländern wie Deutschland, Italien und Belgien importiert. 1911 wurde der Palacio Nacional wiedereröffnet.
Die Räumlichkeiten, rund 100 Einzelräume und vier große Säle (Salóns) auf zwei Etagen, die repräsentativen Zwecken und Versammlungen dienten, sind nach Farbnamen bezeichnet und wurden von verschiedenen staatlichen Stellen bis Ende 1974 genutzt. 1980 wurde das Gebäude zum Nationaldenkmal erklärt.

## Historische Säle

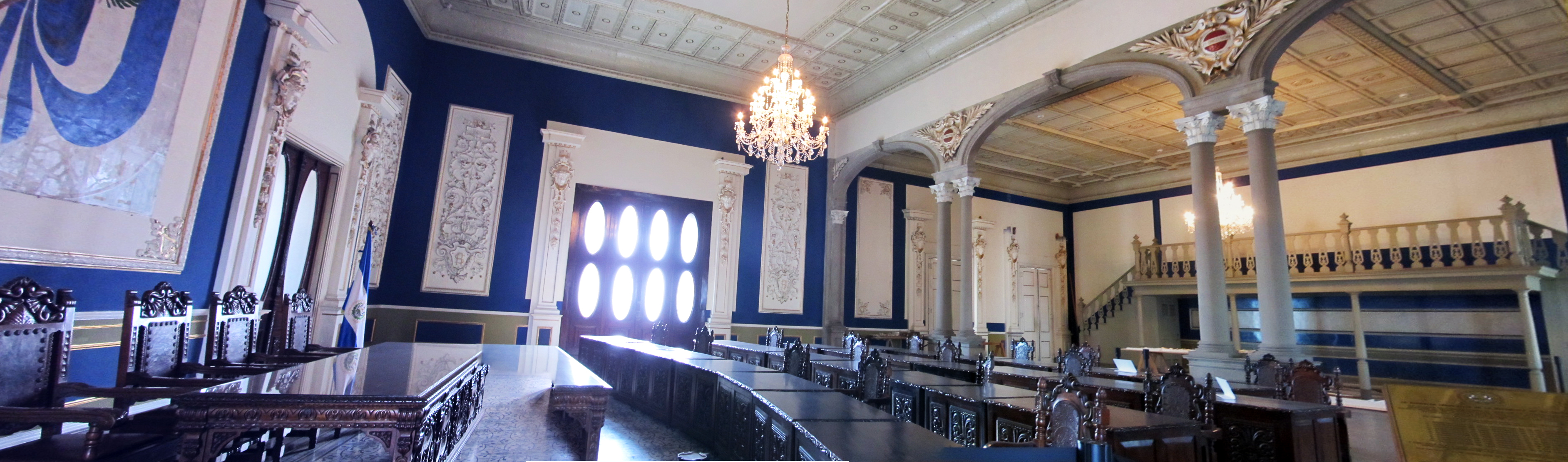
Salón Azul

Der Salón Azul im westlichen Flügel war der Sitzungssaal der gesetzgebenden Versammlung. Der Salón Amarillo war mit eleganten Möbeln versehen und diente dem Amt des Präsidenten der Republik El Salvador. Der Salón Rosado im südlichen Teil wurde ursprünglich durch den Obersten Gerichtshof und danach vom Verteidigungsministerium genutzt. In der zweiten Etage des Palastes, auf der Eben der Haupt-Lobby befindet sich der Salón Rojo, der von der Verwaltung für Siegerehrungen, Empfängen von Botschaftern und vom Außenministerium verwendet wurde.
Seit 2009 sind die historischen Einrichtungen, Säle und Zimmer, die ein Teil der Geschichte der Exekutive, Legislative und Judikative des Landes sind, für das Publikum von Montag bis Freitag geöffnet.